# Kurt-Jürgen Freiherr von Lützow
Pour les articles homonymes, voir Lützow.
Kurt-Jürgen baron von Lützow (7 août 1892 à Marienwerder - 20 juillet 1961 à Hanovre) est un Generalleutnant allemand qui a servi au sein de la Heer dans la Wehrmacht pendant la Seconde Guerre mondiale.
Il a été récipiendaire de la croix de chevalier de la croix de fer avec feuilles de chêne. La croix de chevalier de la croix de fer et son grade supérieur, les feuilles de chêne, sont attribués pour récompenser un acte d'une extrême bravoure sur le champ de bataille ou un commandement militaire avec succès.

## Biographie
Son arrière-grand-père est le baron Leopold von Lützow (1786-1844), général prussien, frère d'Adolf von Lützow. Le 20 janvier 1914, Lützow (de) s'engage comme lieutenant dans le 8e régiment de grenadiers.
Commandant le 35e corps d'armée, il est fait prisonnier par l'armée soviétique non loin de Bobrouisk, le 5 juillet 1944, lors de l'offensive de l'opération Bagration, après avoir été encerclé. Il a été victime des ordres d'Hitler interdisant tout repli : épuisé de défendre une position indéfendable, il ne reçut pas l'autorisation de battre en retraite alors que son corps d'armée était encerclé.
Il fut condamné le 25 juin 1950, à Moscou, à 25 année d'emprisonnement pour crimes de guerre. Il fut libéré et rapatrié en janvier 1956.

## Décorations
- Croix de fer (1914)
  - 2e classe (29 septembre 1914)
  - 1re classe (16 mars 1916)
- Croix de chevalier de l'ordre royal de Hohenzollern avec glaives
- Croix d'honneur
- Agrafe de la croix de fer (1939)
  - 2e classe (14 septembre 1939)
  - 1re classe (13 octobre 1939)
- Médaille du Front de l'Est
- Plaque de bras Demiansk
- Croix de chevalier de la croix de fer avec feuilles de chêne
  - Croix de chevalier le 15 août 1940 en tant que Oberst et commandant du Infanterie-Regiment 89[2]
  - 37e feuilles de chêne le 21 octobre 1941 en tant que Oberst et commandant du Infanterie-Regiment 89[2]